# Adolf Bayersdorfer

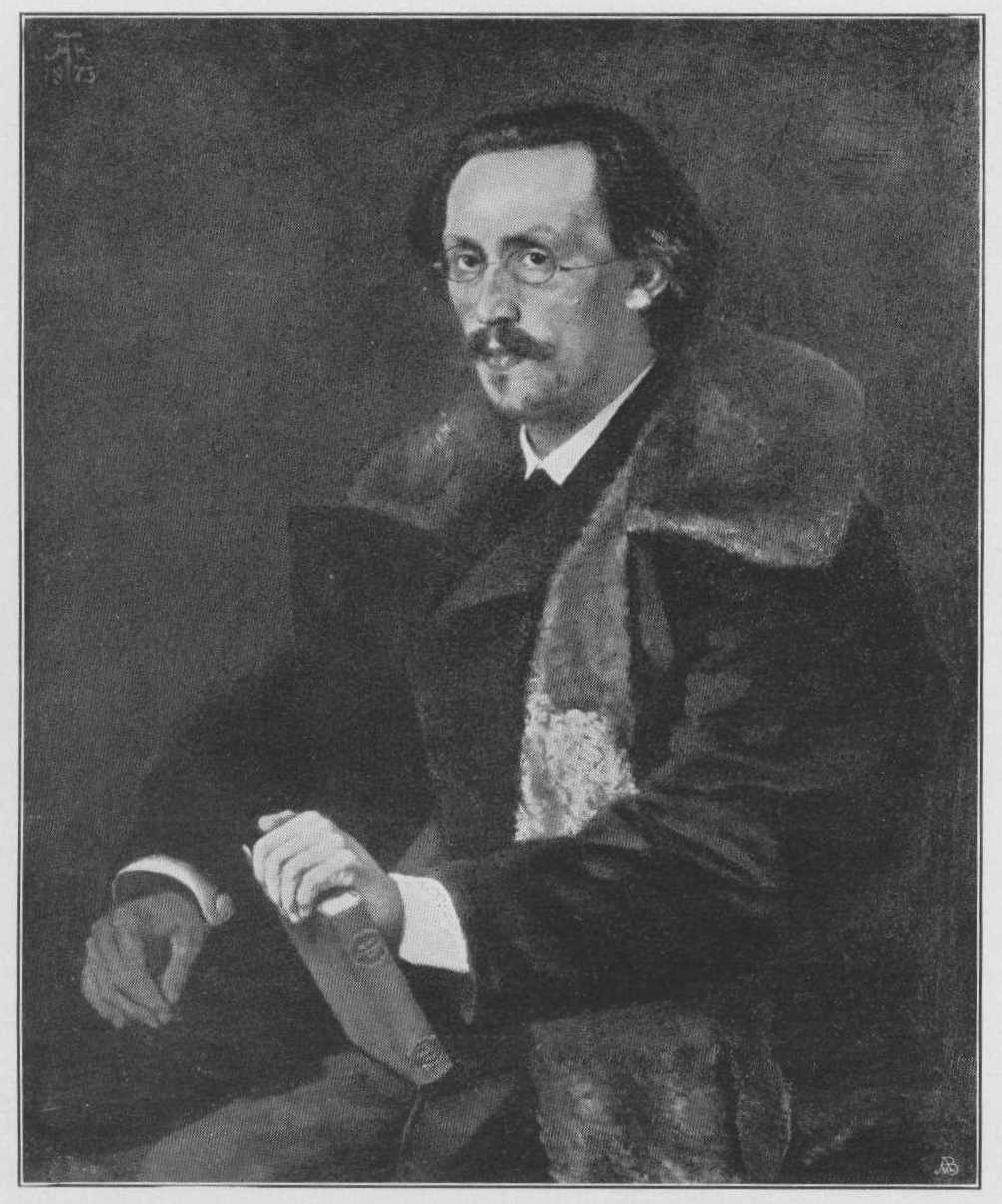
Porträt Bayersdorfers, von Hans Thoma, 1873

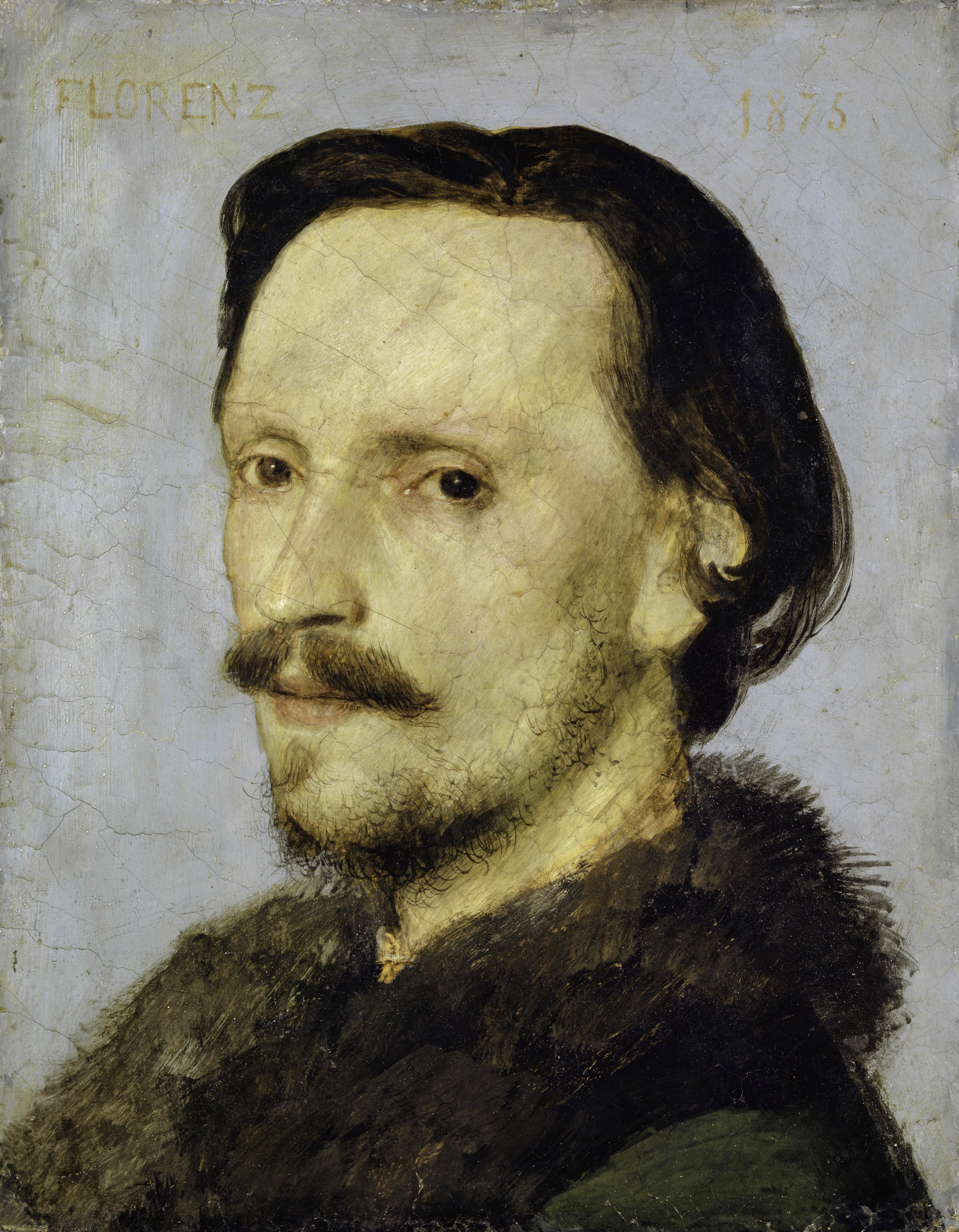
Porträt von Arnold Böcklin, 1875, Kunstmuseum Basel

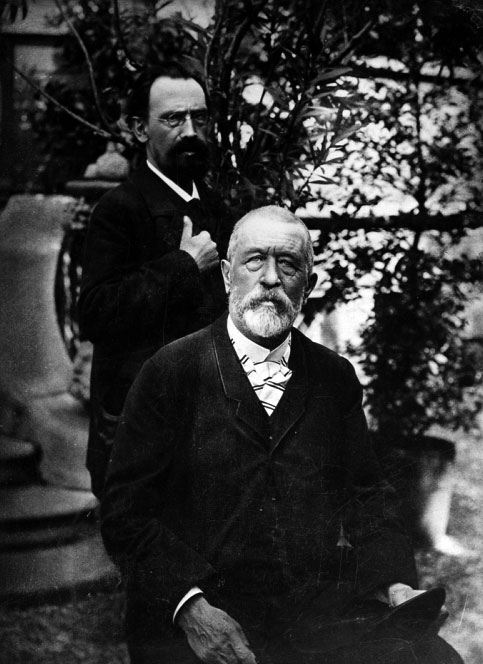
Adolf Bayersdorfer (hinten stehend) zusammen mit Arnold Böcklin

Adolf Christian Bayersdorfer (* 7. Juni 1842 in Erlenbach am Main; † 21. Dezember 1901 in München; auch Adolph Bayersdorfer) war ein deutscher Kunsthistoriker und Schachkomponist.

## Kunsthistoriker
Nach dem Abitur am Wilhelmsgymnasium München studierte Bayersdorfer ab 1862 Philosophie und Kunstgeschichte.
Bayersdorfer war in den 1870er bis 1890er Jahren ein renommierter Kunsthistoriker, der unter anderem 1871 am Kongress zum berühmten Dresdner Holbeinstreit beteiligt war. Er war Konservator an der Alten Pinakothek und Verwalter der Staatlichen Gemäldegalerien in München. Er hielt Korrespondenzen mit den bedeutenden Malern seiner Epoche und war mit Arnold Böcklin eng befreundet.
1897 erhielt er von der Universität Leipzig den Ehrendoktortitel.

## Schachkomposition
In seiner Freizeit komponierte Bayersdorfer Schachaufgaben. Er leitete die Schachspalte in den Münchner Neuesten Nachrichten von 1888 bis zu seinem Tode. Als Schachkomponist liebte er besonders Ökonomie, effektvolle Schlüsselzüge und reine Mattbilder. Er arbeitete auch an einer Systematisierung von Mattbildern und war Namensgeber für zwei Kompositionsthemen. Ein Jahr nach Bayersdorfers Tod veröffentlichten Johannes Kohtz und Carl Kockelkorn ein Buch über Bayersdorfers Schachaufgaben.
|   | a | b | c | d | e | f | g | h |   |
| 8 |   |   |   |   |   |   |   |   | 8 |
| 7 |   |   |   |   |   |   |   |   | 7 |
| 6 |   |   |   |   |   |   |   |   | 6 |
| 5 |   |   |   |   |   |   |   |   | 5 |
| 4 |   |   |   |   |   |   |   |   | 4 |
| 3 |   |   |   |   |   |   |   |   | 3 |
| 2 |   |   |   |   |   |   |   |   | 2 |
| 1 |   |   |   |   |   |   |   |   | 1 |
|   | a | b | c | d | e | f | g | h |   |

Matt in 4 Zügen
Lösung:

1. Lf5! f6 2. Le4 f5 3. Sf3 fxe4 4. Tf7 matt

2. … Kg5 3. Se6+ Kh6/Kh5 4. Th7 matt

1. … Kg5 2. Txf7 Kf4 3. Sf3 Kxf3 4. Ld3 matt

## Privat
Bayersdorfer war seit 1880 verheiratet mit Jenny Pauly, sie hatten drei Kinder. Als 59-Jähriger verstarb er durch ein Herzleiden.